# Gymnobela phyxanor
Gymnobela phyxanor é uma espécie de gastrópode do gênero Gymnobela, pertencente a família Raphitomidae.